# آکورد گسترده

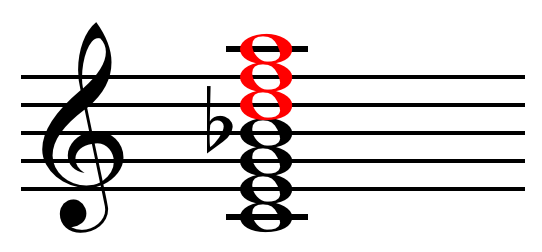
سیزدهم نمایانآکورد گسترده: دو–می–سل–سی بمل–ر–فا–لا. ساختار فوفانی یا نت‌های بالاتر از هفتم به رنگ قرمز است.

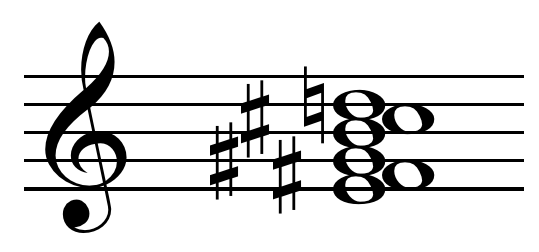
یک آکورد سیزده (E^{13}) «فروریخته» در اکتاو، که منجر به آکورد خوشه‌ای نامطبوع و به ظاهر سکوندال شده است.

در موسیقی آکورد گسترده (انگلیسی: Extended chord) یا گسترش‌یافته، آکوردهای تیرس یا سه‌صدایی، بر پایهٔ سوم‌ها و دارای نت‌های اضافه‌ای است که فراتر از هفتم آکورد، شامل: نهم، یازدهم و سیزدهم ساخته می‌شود. آکورد سیزدهم دورترین آکورد است که به صورت دیاتونیک امکان‌پذیر است، زیرا در این مرحله، تمامِ هفت درجهٔ تنالیته در آن وجود دارد و پسوند بعدی که پانزدهم باشد، تکرار نت پایه است.
در استفاده از آکوردهای گسترش‌یافته، معمولاً از همهٔ اجزا آکورد استفاده نمی‌شود. در آکورد نهم (پنجم و هفتم)، در آکورد یازده (هفتم و نهم) و در آکورد سیزدهم (نهم و یازدهم) حذف می‌شوند، به جز مواردی که بافت خاصی مانند آکورد آلتره در نظر باشد.
آکوردهای فراتر از هفتم به ندرت در دوره باروک یافت می‌شد، و بیشتر در دوره کلاسیک معمول بود. دوران رمانتیک شاهد استفاده از «هارمونی گسترده‌» است. هارمونی گسترده قبل از موسیقی کلاسیک قرن بیستم به‌طور عام، استفاده از پنجم در نقش آکورد‌ نمایان، مانند: V13 ،V11 ،V9 یا آکورد فرعی، مانند: V13/ii ،V9/V و غیره بود.

## دوران قواعد مشترک
در طولِ دوران قواعد مشترک، آهنگسازان ارکسترال نت‌های آکورد را در چهار بخش یا کمتر از آن در قطعات استفاده می‌کردند تا بهترین صدادهندگی را از آکورد مورد نظر ارایه دهند. به‌طور کلی، اولویت به سوم آکورد، هفتم و گسترده‌ترین لحن یا بالاترین نت، داده می‌شد، زیرا این عوامل بیشترین تأثیر را در کیفیت و عملکرد آکورد دارند. پایه آکورد هرگز از بافت جدا نمی‌شود، همچنین سوم آکورد نیز به خاطر کیفیت آکورد که مشخص می‌کند آکورد ماژور یا مینور است، حذف نمی‌شود، هفتم آکورد و بالاترین نت‌های اضافه‌شده نیز که گسترش آکورد و بافت پیشرفته را تعریف می‌کنند، حذف نمی‌شوند. به‌عنوان مثال: در یک آکورد آکورد سیزده، پایه، سوم، هفتم و سیزدهم اجرا می‌شوند و حذف پنجم، نهم و یازدهم تأثیری در عملکرد و کیفیت آکورد ندارد.
در شیوه‌های موسیقی کلاسیک، آکوردهای گسترش‌یافته اغلب عملکرد نمایان یا آکورد فرعی دارند، ممکن است به گام نسبی حل شود، یا با استفاده از دایره پنجم‌ها به پایین و به همان روش حل، حل شوند، مانند: (V7 ،V7/ii ,V/IV) و غیره.
آکوردهای گسترده همچنین می‌توانند در گام‌های پیش‌رونده و با آلتره، نمایان‌ها را از چند طریق تغییر دهند (مانند: پنجم کاسته / سیزده، در گام ماژور).
پیروی از قواعد استاندارد برای هدایت صدای پیشرو بدین شرح است:

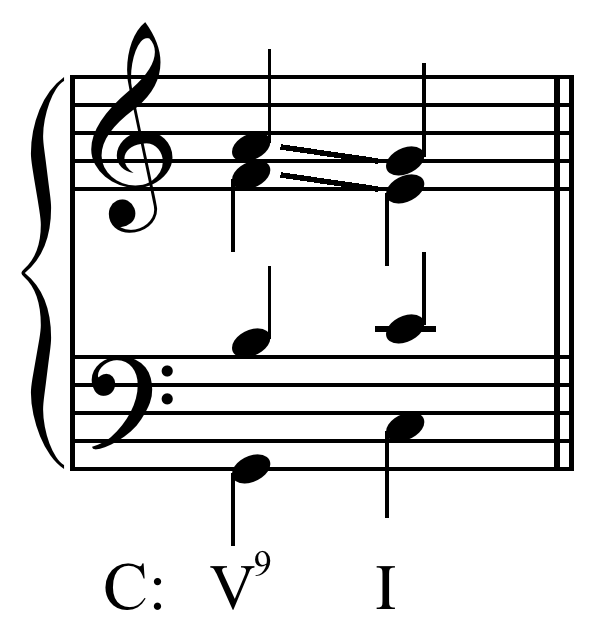
«صدای پیشرو» برای «آکورد نهم نمایان» در «دوران قواعد مشترک».

نهم نمایان (V9) به تونیک ماژور (I) یا مینور (i)
- سوم که همچنین درجه هفت گام است، همیشه به تونیک حل می‌شود.
- هفتمِ آکورد با فاصلهٔ نیم پرده به سومِ آکورد تونیک حل می‌شود.
- با حرکت نهم به پایین و بخش باس با پرشِ چهارم به بالا، «آکوردِ گسترده» در گام حل خواهد شد.

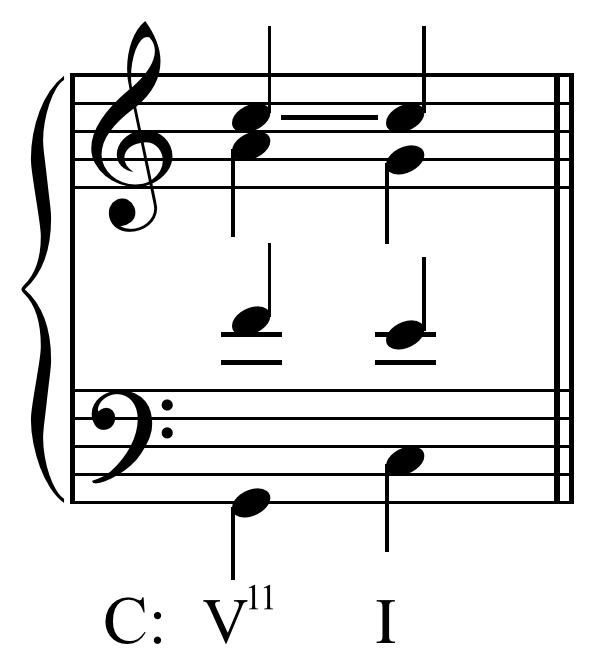
«صدای پیشرو» برای «آکورد یازده نمایان» در «دوران قواعد مشترک».

یازدهم نمایان (V11) به تونیک ماژور (I) یا مینور (i)
- هفتم با فاصلهٔ نیم‌پرده به سومِ آکورد بعدی حل می‌شود.
- نهم با فاصلهٔ یک پرده به پنجمِ آکورد بعدی حل می‌شود.
- یازدهم حرکت نمی‌کند و به پایهٔ اکورد بعدی وصل می‌شود.

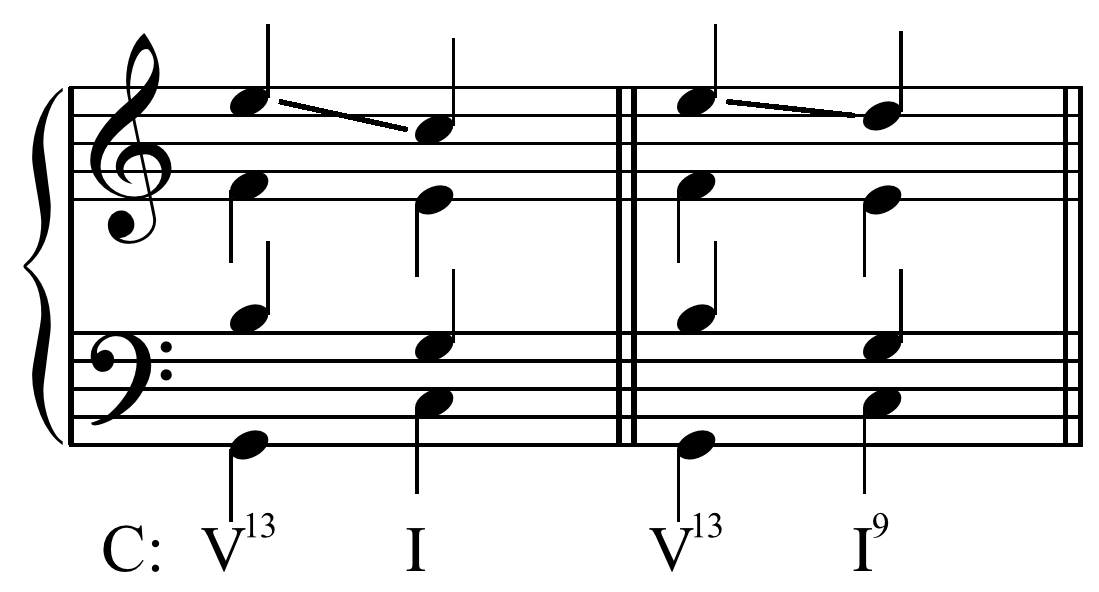
«صدای پیشرو» برای «آکورد سیزده نمایان» در «دوران قواعد مشترک».

سیزدهم نمایان (V13) به تونیک ماژور (I) یا مینور (i)
- هفتم با فاصلهٔ نیم‌پرده به سومِ آکورد بعدی حل می‌شود.
- سوم که همچنین درجهٔ هفتِ گام است، همیشه به تونیک حل می‌شود.
- یازدهم با پرش سوم به پایین، در تونیک حل خواهد شد و اغلب به عنوان نهمِ آکورد بعدی نیز ظاهر می‌شود. گاهی اوقات نیز به عنوان سومِ آکورد بعدی در همان بخش می‌ماند.

تفاوت عمده‌ای بین «آکورد گسترده» و «آکورد با نت اضافه» وجود دارد. هر چند آکورد گسترده و آکورد با نت اضافه، مترادف هستند اما در عملکرد متفاوتند. آکوردهای گسترده، حداقل یک اکتاو از پایه تا بالاترین نت باید فاصله داشته باشند، در غیر این صورت «آکوردی با نت اضافه» در نظر گرفته می‌شود.
آکوردهای گسترده، معمولاً در قالب نمایان ظاهر و حل می‌شوند، در صورتی که آکورد با نت اضافه، اغلب بافت‌هایی هستند که به آکورد تونیک اضافه می‌شوند.

## تاریخچه

### قرن هجدهم

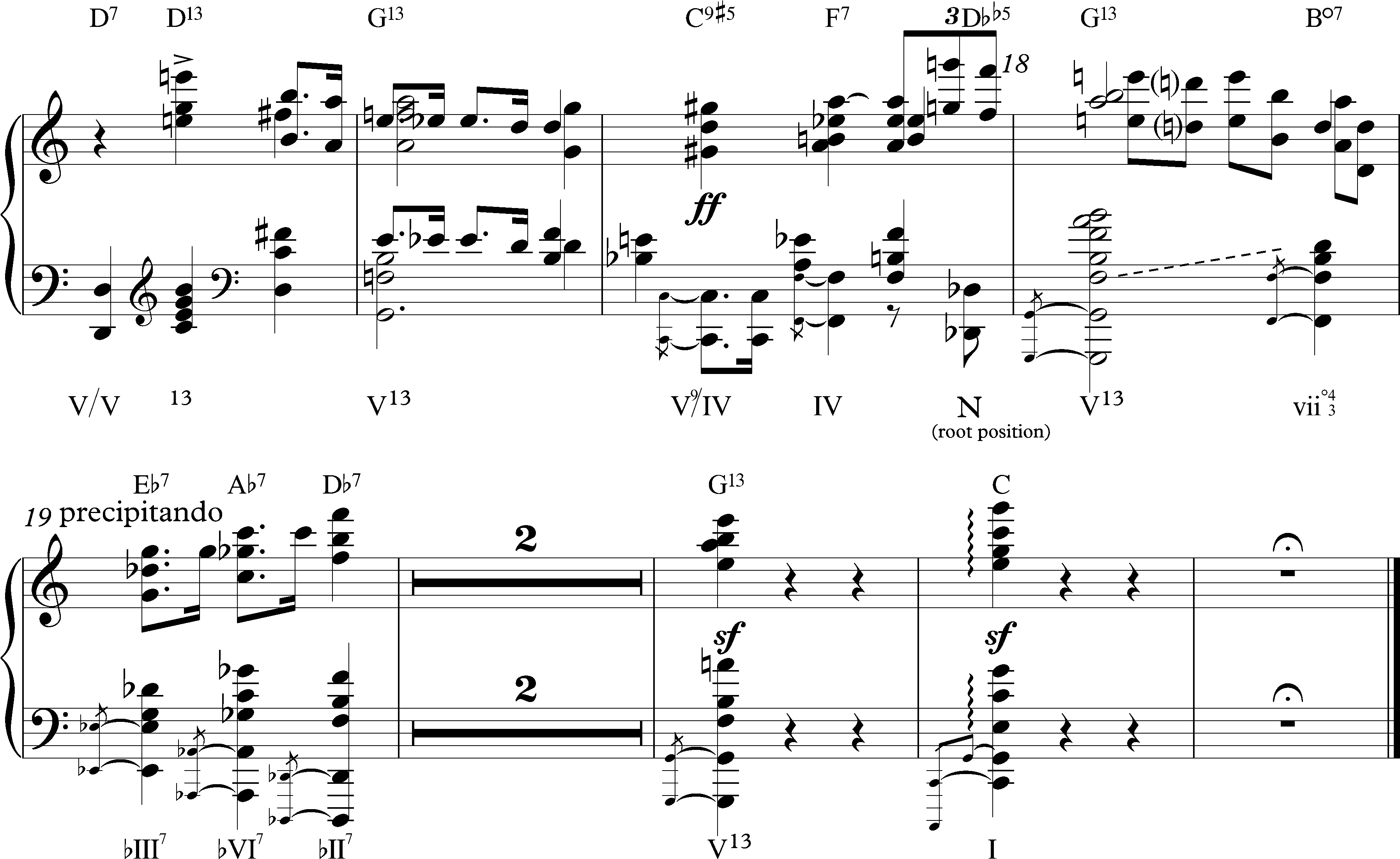
آکوردهایی برگرفته از «صدای پیشرو»، قرضی و «آکورد گسترده» با استفاده از کروماتیسم، در انتهای قطعهٔ پرلودها اپوس ۴۸، شماره ۴، اثر: الکساندر اسکریابین. (گر چه در اکثر اوقات صدادهندگی و حرکت عمودی آکوردها شامل: هفتم، نهم، یازدهم و سیزدهم است، اما توالی اصلی هارمونی، وصل درجهٔ پنج «V» به یک «I» است).

در قرن هجدهم میلادی، آکوردهای نهم و یازدهم مانند آکورد هفت، به‌عنوان آکوردی از گام پایین‌رونده تئوریزه شدند. در سال ۱۷۲۲ ژان فیلیپ رامو برای اولین بار این نظریه را مطرح کرد که آکوردهای نهم و یازدهم، از آکورد هفت ساخته شده‌ است. وی با قرار دادن یک یا دو فاصلهٔ سوم به پایین‌تر از باس اصلی یا پایه آکورد (دو، می، سل، سی)، نت‌های «فا» و «لا» را به‌عنوان «باس فرضی» (فا، لا، دو، می، سل، سی) در نظر گرفت، و بنابر این باس اصلی، نت «دو» و باس فرضی، نت «فا» است. نظریهٔ «باس فرضی»، توسط نظریه‌پردازان پذیرفته و اصلاح شد و رویکردی ساده‌تر و نزدیک‌تر به شیوهٔ امروزی اتخاذ کردند، بدین صورت که باس فرضیِ «فیلیپ رامو»، پایه و اساس آکورد هفت تلقی شود و نهم و یازده به‌عنوان نت‌های زینت در نظر گرفته شود. بنابر این در آکورد یازده (فا، لا، دو، می، سل، سی)، نت‌های «سل» و «سی» غریبه با آکورد تلقی می‌شوند. 

### قرن نوزدهم
در موسیقی کلاسیک قرن نوزدهم آکورد هفت عموماً عالی‌ترین حد در مطبوعیت یک آکورد بود. نت‌های نهم و یازدهم به طور نامحسوس برای تقویت آکورد در حدِ آپاژیاتور مورد استفاده قرار می‌گرفت. همچنین از فاصله‌های نهم، یازدهم و سیزدهم در وضعیتی نزدیک استفاده می‌شد و از فواصل باز اجتناب می‌شود.

### قرن بیستم
در موسیقی قرن بیستم، به ویژه در موسیقی جاز و پاپ، از آکورد نهم به‌عنوان شرح ساده‌تری از آکورد استفاده می‌شد، به‌خصوص به‌عنوان آکوردی جایگزین برای تونیک، که در پایان قطعه در نظر گرفته می‌شود. تجمیع سوم‌ها در بالای تونیک برای ساختن آکوردهای هفتم، نهم، یازدهم و حتی سیزدهم، از مهمترین خصوصیات هارمونی جاز است.

## ساختار آکورد

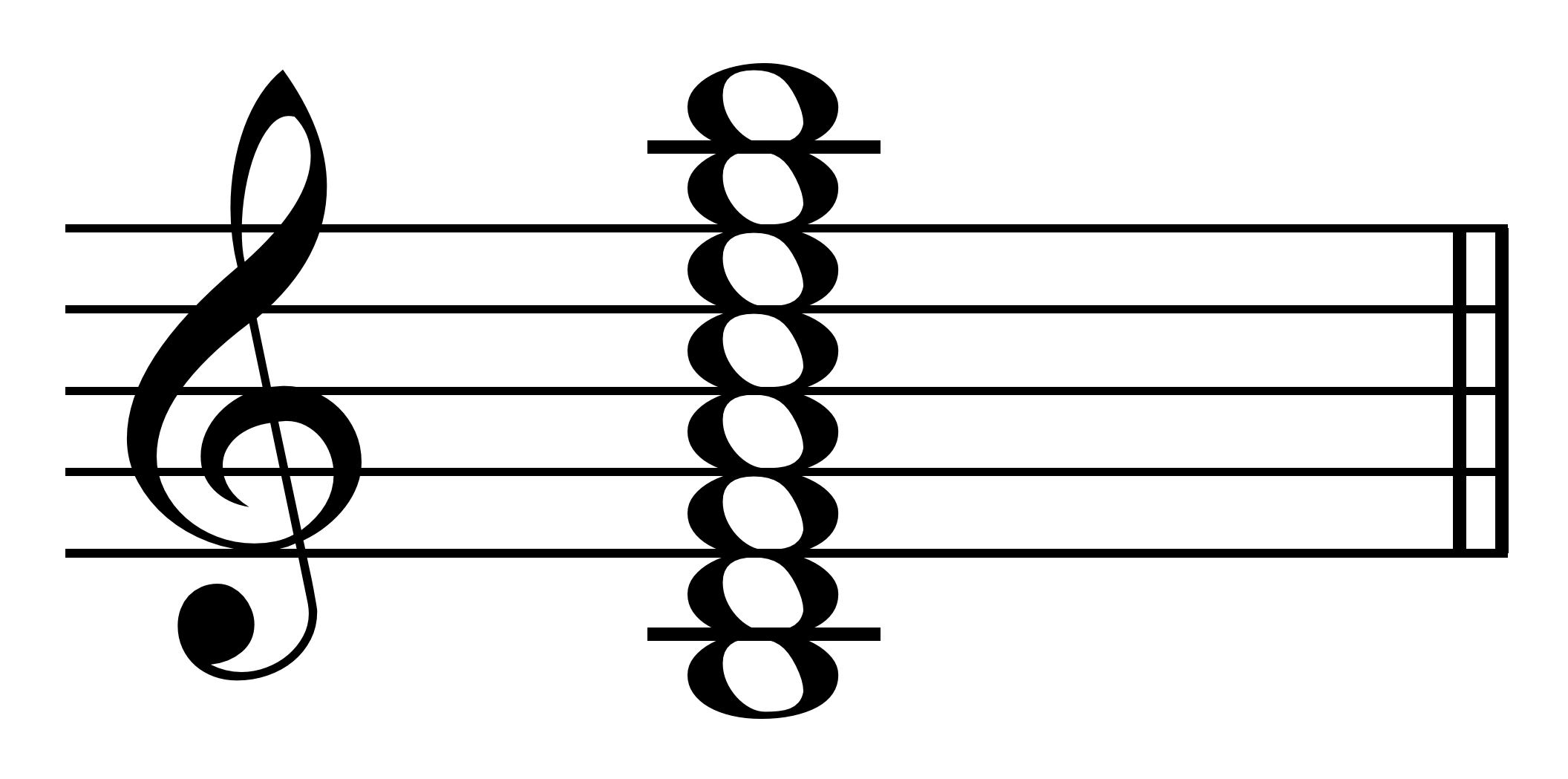
یک «آکورد پانزدهم» روی نُتِ «سی» از قطعهٔ «اوسا آریدا» (۱۸۷۹) اثر: فرانتس لیست، (تجربه‌ای برجسته از هارمونی قرن بیستم).

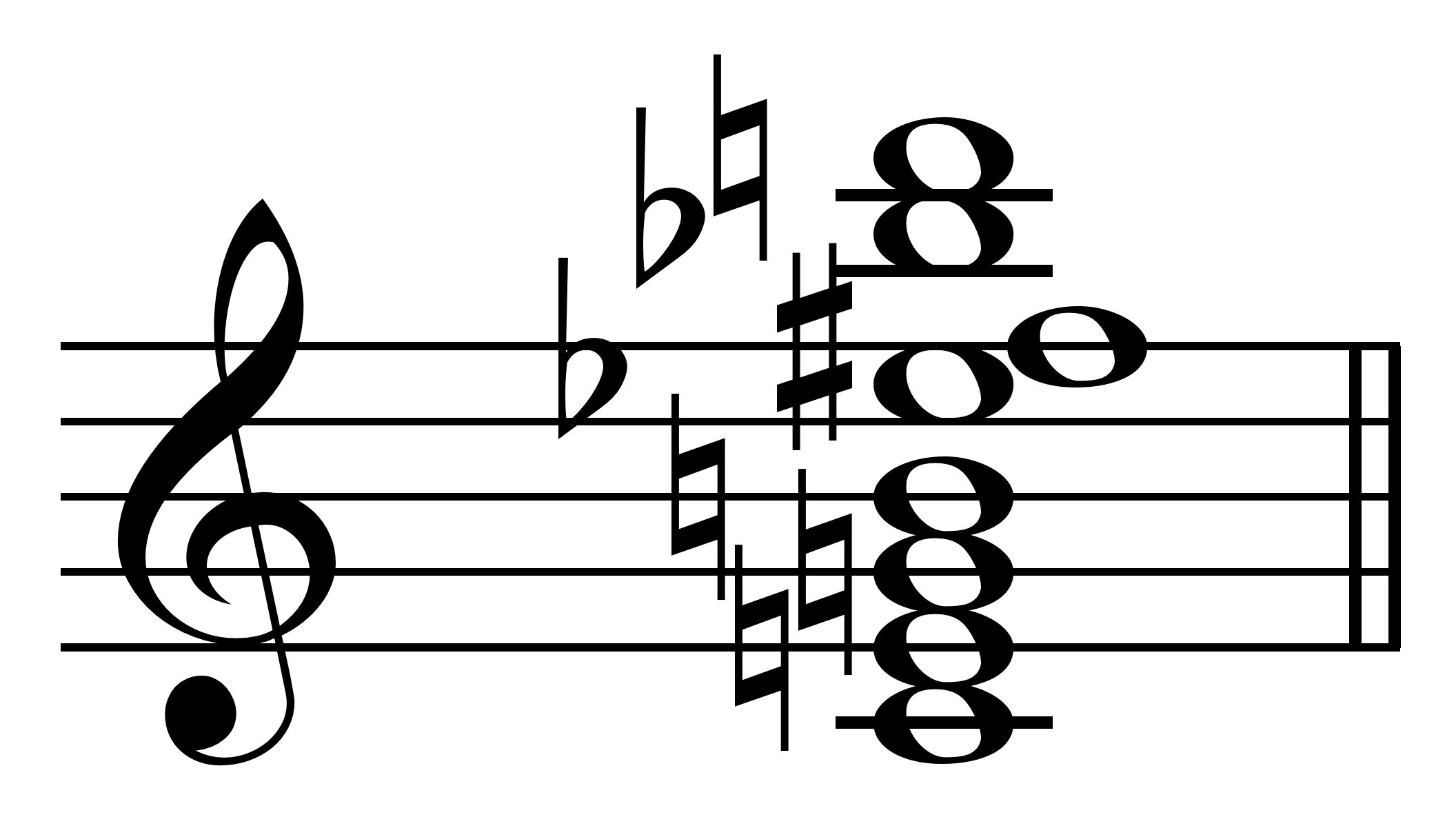
آکورد پانزدهمِ فینال، از «شش قطعه کوچک برای پیانو»، موومان دوم، اثر: آرنولد شونبرگ.

ساختار هر یک از درجات و کیفیت آکوردها بر اساس هارمونیک‌ها و با تمام نت‌های متعلق به گام است. در جدول زیر شماره‌گذاری بر اساس فواصل نسبت به نت پایه در گام ماژور است.
| پایه آکورد | کیفیت آکورد | پایه | سوم | پنجم | هفتم | نهم | یازدهم | سیزدهم |
| ---------- | ----------- | ---- | --- | ---- | ---- | --- | ------ | ------ |
| I          | I13         | ♮    | ♮   | ♮    | ♮    | ♮   | ♮      | ♮      |
| ii         | iim13       | ♮    | ♭   | ♮    | ♭    | ♮   | ♮      | ♮      |
| iii        | iiim7♭9♭13  | ♮    | ♭   | ♮    | ♭    | ♭   | ♮      | ♭      |
| IV         | IVM13♯11    | ♮    | ♮   | ♮    | ♮    | ♮   | ♯      | ♮      |
| V          | V13         | ♮    | ♮   | ♮    | ♭    | ♮   | ♮      | ♮      |
| vi         | vim7♭13     | ♮    | ♭   | ♮    | ♭    | ♮   | ♮      | ♭      |
| viio       | viiø7♭9♭13  | ♮    | ♭   | ♭    | ♭    | ♭   | ♮      | ♭      |
خصوصیات دیگری در آکورد سیزدهم وجود دارند، اما آنها به هیچ حالت از مد در گام ماژور تعلق ندارند.
از جدول مشخص است که با اضافه‌کردنِ یازدهم یا سیزدهم باعث می‌شود که هفتم آکورد با ویژگی‌های مختلف از یکدیگر متمایز شوند، زیرا بدون اضافه‌شدنِ یازدهم، کیفیت آکورد I و IV یکسان است و بدون سیزدهم، کیفیت آکورد ii و Vi یکسان خواهد بود.

## جاز، جاز فیوژن و فانک
موسیقی جاز از دهه ۱۹۳۰ به بعد، جاز فیوژن از دهه ۱۹۷۰ به بعد و موسیقی فانک، همگی از «آکورهای گسترده» به‌عنوان بخش اصلیِ صدا استفاده می‌کنند. در این سبک‌ها، آکوردها اغلب شامل: نهم، یازدهم، سیزدهم و انواع تغییر‌یافته مانند: نهم کاسته و افزوده، یازدهم افزوده و سیزدهم کاسته هستند. در آهنگسازیِ جاز و جاز فیوژن، آکوردها از توالی پیچیده‌ای برخوردارند که در آن بسیاری از آکوردهای هفت نمایان، به آکوردهای آلتره تغییر می‌کنند (مانند: A7add9♯11 یا D7♭9♯11). در موسیقی فانک نیز از آکوردهای گستردهٔ تغییر‌یافته استفاده می‌کنند، اما وصل در این آکوردها، به‌عنوان یک آکورد منفرد در نظر گرفته می‌شوند، زیرا ریتم و الگوهای احساسی ریتمیک، از عناصر اصلی این سبک‌ها هستند. در موسیقی جاز و جاز فیوژن، پایه و پنجمِ آکوردهای گسترده معمولاً حذف نمی‌شوند، چون پایهٔ آکورد توسط نوازندهٔ باس اجرا می‌شود.

## مطالعه بیشتر
- Popp, Marius (1998). Applicatory Harmony in Jazz, Pop & Rock Improvisation. ISBN 973-569-228-7.